# Pelochrista muhabbet
Pelochrista muhabbet es una especie de polilla perteneciente al género Pelochrista, categorizada en la tribu Eucosmini, de la subfamilia Olethreutinae.

## Distribución
Se distribuye por Rusia.

## Taxonomía
Fue descrita por Kocak, in Kocak & Kemal en 2006 y publicada por primera vez en Misc. Papers, Centre Entomol. Studies Ankara 98: 4.